# Willem van Riesen
Willem van Riesen (Scheemda, 4 juli 1811 - Kloosterveen, 4 december 1866) was een Nederlandse burgemeester.

## Leven en werk
Van Riesen werd geboren in Scheemda als zoon van de schipper Nicolaas van Riesen en Klaaske Willems Kerkhoven. Hij nam dienst in het leger en bereikte de rang van kapitein. Hij trouwde in 1854 op 43-jarige leeftijd met Jurriena Geertruida Willemina Timmerman (1813-1871). Twee jaar later werd hij benoemd tot burgemeester van Eelde. Hij bewoonde er het Nijsinghhuis, dat hij huurde van oud-burgemeester Warmolt Tonckens. In 1859 verruilde Van Riesen Eelde voor Smilde. Hij overleed een aantal jaren later op 55-jarige leeftijd.